# Нели Мелба
Нели Мелба (на английски: Nellie Melba), родена Хелън Портър Мичъл (Helen Porter Mitchell), е легендарна оперна певица, лирично колоратурно сопрано. Смятана е за една от най-известните певици от късната викторианска епоха и началото на XX век и е първата австралийка, постигнала международно признание като класически музикант. Псевдонимът ѝ „Мелба“ произлиза от произношението на името на нейния роден град – Мелбърн.

## Биография
След кратък неуспешен брак Мелба се мести в Европа, първоначално в Лондон, а след това в Париж, където учи и постига първите са значими успехи. Връщайки се в Лондон, бързо се утвърждава като водещо лирично сопрано в „Ковънт Гардън“, където прави дебют, превъплъщавайки се в главната роля в операта „Лучия ди Ламермур“. Скоро постига нов успех в Париж и в други големи европейски градове, а по-късно и в „Метрополитън опера“ в Ню Йорк, където дебютира през 1893 г. Между 1898 и 1926 година излиза 26 пъти на сцената на „Роял Албърт Хол“ в Лондон.
През XX век се връща в Австралия често, където участва в опери и развива концертна дейност. През 1909 г. купува имот в Колдстрийм, близо до Лилидейл, Виктория, където за нея е построена къщата „Кумб Котидж“. Преподава в консерваторията в Мелбърн и продължава да пее до последните месеци от живота си, като прави голям брой прощални участия.
По времето, когато избухва Първата световна война, Мелба е в Австралия. Впуска се във фондонабиране за военни благотворителни организации и успява да събере сумата от 100 000 британски лири. В знак на признание за това през март 1918 г. е удостоена с титлата Дама-командор (Dame Commander) на Ордена на Британската империя (DBE) „за заслуги в организирането на патриотична дейност“.
Историкът Тим Уондър казва за излъчването на Нели Мелба по радиото на 15 юни 1920 година – първото световно радиопредаване на изпълнение на живо на професионален изпълнител – е „моментът, в който светът се промени“. Според Уондър попитана за първи път дали би се съгласила да участва, Мелба е отказала с аргумента, че гласът ѝ „не е обект на експерименти“.
Смъртта ѝ в Австралия се превръща в новина в англоезичния свят, а погребението ѝ става голямо национално събитие.
Известният френски готвач Огюст Ескофие създава няколко ястия в нейна чест, включително десерта „Праскова Мелба“ и „Мелба тост“.
Образът ѝ е на австралийската банкнота от 100 долара от 1996 година насам.